# Hell’s Angels®
Hell’s Angels® ist ein Lied von Ben Becker & The Zero Tolerance Band. Es erschien 2001 auf dem Album Wir heben ab.

## Entstehungsgeschichte
Seit einer Tatort-Folge, die er in Stuttgart drehte, ist Ben Becker mit dem Rockerclub Hells Angels befreundet. Bei einer Party in einem Stuttgarter Hotel feierte Becker bis in die frühen Morgenstunden mit ihnen. Am Ende waren er und ein Prospect des Clubs alleine an der Bar. Ben Becker widmete ihm mit einigen zufällig anwesenden Musikern einen improvisierten Song, bei dem Becker die Textzeile I wish to be a Hells Angel (dt.: „Ich wünschte, ich wäre ein Hells Angel“) im Gedächtnis haften blieb. Er schrieb sie sich auf und arrangierte für sein zweites Musikalbum Wir heben ab einen ganzen Song um diese Zeile.
Dem Titel wurde ein Registered Trademark (®) beigefügt. Das ® bezieht sich auf den Clubnamen, der als eingetragenes Warenzeichen in den Vereinigten Staaten registriert ist. Der Name des Rockerclubs ist entgegen der offiziellen Schreibweise mit einem Apostroph gekennzeichnet.
Das Lied wurde 2001 in den Skyline Studios in Düsseldorf aufgenommen. Xaver Naudascher sowie Beckers Bandmitgliedern Ulrik Spies und Jacki Engelken produzierten den Song. Die Slide-Gitarre wurde von Stephan Creutzburg eingespielt. Das Lied wurde auf dem Album Wir heben ab als achter Track veröffentlicht.

## Text und Musikstil
Das Lied wird von Motorengeräuschen eingeleitet. In einem sehr ruhigen Ton, begleitet von einer Slide-Gitarre, rezitiert Ben Becker die einzelnen Textzeilen. Dazu gehört die englischsprachige Strophe

„my heart was made in heaven/

my brains were cooked in hell/

while i’m here/

while i’m inbetween/

i’d love to be a/

hells angel“

„Mein Herz wurde im Himmel gemacht/

mein Gehirn wurde in der Hölle gebrutzelt/

während ich hier bin/

während ich dazwischen bin/

Ich würde es mögen ein

Hells Angel zu sein“

Im weiteren Textinhalt bittet der Ich-Erzähler um Kette, Jacke und Kutte eines Hells Angel und erklärt in pathetischen Worten, dass er gerne so sein würde wie er. Mehrfach wiederholt werden die Textzeilen „wild und gefährlich/und wissen was Liebe ist/ich wär so gerne/ein Hells Angel/ich wäre so gern wie du“.

## Rezeption
Wegen der Mitwirkung in einem 70-minütigen Film mit dem Titel 81 – The Other World, der Werbung für die Hells Angel macht, wird Ben Becker auf Grund des Liedes von den Medien kritisiert. Es wurde sogar spekuliert, dass Becker ein Mitglied des Rockerclubs sei. Diese Spekulationen bezeichnete Becker in einem offiziellen Statement als Unsinn. Er gibt allerdings zu, von dem Club fasziniert zu sein, was er auch mit dem Lied ausdrücken wollte. Seine Faszination sei vergleichbar mit der von kleinen Kindern, die Piraten toll fänden.